# ويليام نيكولاي
ويليام نيكولاي (بالإنجليزية: William Nicholai)‏ هو مدرب كرة سلة أمريكي، (ولد في Union Hill, New Jersey ‏ في الولايات المتحدة 1890  م).